# Euhémeros
Euhémeros, latinsky Euhemerus (asi 340 př. n. l. Messina (?) – asi 260 př. n. l.) byl starověký řecký spisovatel, který žil na dvoře krále Kassandra Makedonského. Bývá považován za stoupence kyrénské školy. Ve svém díle, které se zachovalo jen ve zlomcích, podával racionální výklad řeckých mýtů. Tento postup se po něm nazývá euhemerismus.
Euhémeros žil v době helénismu, kdy byl Alexander Veliký zařazen mezi bohy, podobně jako seleukovští králové, a chtěl ukázat, že hranice mezi světem bohů a lidí není tak ostrá, jak se domnívali jiní. Podle církevního historika Eusebia z Kaisareie bylo jeho (dávno ztracené) dílo „Posvátné příběhy“ (Hiera anagrafé) patrně utopický román, který popisoval čistě racionální společnost na vymyšleném ostrově Panchaei. Autor se tam měl dostat cestou kolem Arábie. Obyvatelé tohoto ostrova prý vykládají známé mýty jako historické události a vysvětlují, co se tehdy vlastně stalo. Tak řečtí bohové byli podle nich původně králové, Zeus byl velký dobyvatel a panoval na Krétě, kde se prý ještě ukazuje jeho hrob. Podobně postupoval při výkladu mýtů už Hérodotos, viz například mýtus o Io, (Dějiny I.1nn.) nebo příběh o Trojské válce (Dějiny II.18nn.), Euhémeros však byl patrně důslednější a současníci ho pokládali za ateistu.
Euhémerovy výklady použili raně křesťanští spisovatelé v polemice s pohanstvím, zejména sv. Cyprián ve spise „O marnosti model“ (De vanitate idolorum z roku 247), kde takto vykládá vznik pohanských bohů zejména na příkladech Melicerta a Dioskurů. Také křesťanský islandský básník Snorri Sturluson v eposu Edda (kolem 1220) vykládá původ severských bohů z historických postav, nechce tím však božstva zpochybnit, nýbrž naopak legitimovat současné panovnické rody. Euhémeristický výklad posvátných příběhů se znovu objevuje ve Francii v 18. století a pokračuje přes Herberta Spencera až po populárního spisovatele Roberta Gravese (Řecké mýty, 1955).